# Joe Mantello
Joseph „Joe“ Mantello (ur. 27 grudnia 1962 w Rockford w Illinois) – amerykański aktor i reżyser, najlepiej znany z realizacji na Broadwayu takich jak Wicked, Normalne serce czy Anioły w Ameryce. Laureat nagrody Tony Award jako najlepszy reżyser Take Me Out (2003) i Assassins (2004).

## Wybrana filmografia
- 1989: Cookie jako Dominick
- 1993: Sisters jako Adam Olderberg
- 1995: Central Park West jako Ian Walker
- 1998: Prawo i bezprawie jako Philip Marco
- 2014: Odruch serca (The Normal Heart, TV) jako Mickey Marcus
- 2020: Hollywood jako Richard „Dick” Samuels